# Marechausseekazerne Klazienaveen
De marechausseekazerne Klazienaveen is een voormalige kazerne van de Nederlandse Koninklijke Marechaussee in Klazienaveen (gemeente Emmen), aan de Meester Ovingsstraat nummer 54 en 55.

## Gebruik
De voormalige marechausseekazerne in Klazienaveen is gebouwd in 1902 en werd op 1 september 1904 in gebruik genomen. Op 1 maart 1943 is de brigade opgeheven, omdat de Duitse bezetter de Koninklijke Marechaussee van Nederland niet meer tolereerde.
Toen de Duitse bezetting over was, en Nederland weer vrij was, is de oude kazerne weer in gebruik genomen op 31 oktober 1946. Op 1 september 1965 is het gebouw gesloten omdat de brigade van Klazienaveen bij de brigade van Emmer-Compascuum werd gevoegd. 
Later was het Leger des Heils in het gebouw gevestigd. In 1988 is het huis in particuliere handen gekomen en is het omgebouwd tot een woonhuis. Deze  functie heeft het huis nu nog steeds.

## Gebouw
De oude kazerne is een groot wit gebouw, gebouwd op de plaats waar de Meester Ovingsstraat overgaat in de Kazerneweg. Deze laatste weg is naar de voormalige kazerne genoemd.
Het materiaal waarvan het huis is gemaakt, is gerecycled afval van de nabij gelegen turfkartonfabriek. Doordat het huis bepleisterd is met dit afvalmateriaal heeft het huis een witte kleur. Het gebouw heeft een torentje inclusief een wijzerplaat en een aangebouwd huis. Ook zijn er stallen voor de paarden van de wachtcommandant.

## Functie
Het gebouw was de uitvalsplaats van de Koninklijke marechaussee. 
De marechaussee had de taak om de grens te bewaken tussen Nederland en Duitsland, en om hier binnenlands vreemdelingen- en veiligheidstoezicht te houden. Dit houdt in dat de marechaussee reizigers die Nederland binnen wilden komen moest controleren of deze correcte reisdocumenten bij zich hebben. Ook controleerde ze of de reizigers nog boetes open hebben staan en of ze zich schuldig maken of hebben gemaakt aan overtredingen en misdrijven. Deze controles werden vaak steekproefsgewijs gehouden.
Ook moest de marechaussee veel samenwerken met, en assistentie geven aan de politie.  Dat gebeurde bijvoorbeeld bij de veenstakingen in 1921. In maart dat jaar staakten veel veenarbeiders. Ze staakten het werk op de veengebieden omdat ze het niet eens waren met hun loon. De arbeiders kwamen bijeen in grote groepen. Zo trok er op 8 maart een grote groep arbeiders vanuit Zwartemeer naar Klazienaveen. Daar eisten ze van de bakker brood, omdat ze vonden dat ze te weinig loon kregen om fatsoenlijk van te leven. Om onrust te voorkomen greep de marechaussee in, daarbij hebben ze een aantal keer in de lucht geschoten, hierbij raakte niemand gewond.  Ook heeft de marechaussee een aantal stakers opgepakt en opgesloten in het cellenblok van de kazerne. Deze taferelen gebeurde de rest van de maand ook in veel andere dorpen in Drenthe.

## Cellenblok
De marechaussee wilde ook de mogelijkheid hebben om arrestanten op te sluiten in arrestantenlokalen. Daarvoor moesten ze echter de burgemeester van de gemeente Emmen om toestemming vragen. De burgemeester keurde het plan goed onder enkele voorwaarden. 
De eerste voorwaarde was dat de kazerne de verantwoordelijkheid had over de arrestanten die in de cellen waren opgesloten. De tweede was dat de kazerne de eventuele vernielingen en beschadigingen van de arrestanten zou herstellen. Ook zou de gemeente een van de lokalen mogen gebruiken, maar ze zou deze zelf aanschaffen en onderhouden. Dit mocht alleen als er minstens een van de lokalen onbezet is.